# Island vid världsmästerskapen i friidrott 2023
Island tävlade vid världsmästerskapen i friidrott 2023 i Budapest i Ungern mellan den 19 och 27 augusti 2023.

## Resultat
Islands trupp bestod av tre idrottare.

### Herrar
Teknikgrenar
| Idrottare            | Gren          | Kval    | Kval      | Final            | Final            |
| Idrottare            | Gren          | Distans | Placering | Distans          | Placering        |
| -------------------- | ------------- | ------- | --------- | ---------------- | ---------------- |
| Guðni Valur Guðnason | Diskus        | 62,28   | 22        | Gick inte vidare | Gick inte vidare |
| Hilmar Örn Jónsson   | Släggkastning | NM      | NM        | Gick inte vidare | Gick inte vidare |

### Damer
Teknikgrenar
| Idrottare                | Gren        | Kval    | Kval      | Final            | Final            |
| Idrottare                | Gren        | Distans | Placering | Distans          | Placering        |
| ------------------------ | ----------- | ------- | --------- | ---------------- | ---------------- |
| Erna Sóley Gunnarsdóttir | Kulstötning | 16,68   | 27        | Gick inte vidare | Gick inte vidare |